# Astréa
O Astréa foi um periódico publicado no Rio de Janeiro, então capital do Brasil, à época do Primeiro Reinado.
Foi fundado por João Bráulio Muniz e teve como editores Antônio José do Amaral e seu genro, José Joaquim Vieira Souto, ambos deputados liberais pelo Rio de Janeiro. Sua primeira edição saiu em 17 de junho de 1826. Foi fruto do agitado período da crise do Primeiro Reinado, circulando até 18 de agosto de 1832, com um total de 3.020 edições. Fez-se presente em várias regiões brasileiras. Sua assinatura semestral custava então 6$000 réis, e a unidade, $80 réis.
Apresentava inicialmente uma linha editorial liberal moderada, mas a partir de 1829 uniu-se a outros jornais radicais, os chamados "exaltados". Opunha-se ao governo de D. Pedro I e à influência de elementos portugueses, acusando-os de tentarem recolonizar o Brasil. Também fez oposição a personalidades ligadas ao imperador, como o Chalaça e os Andradas, ao jornal Le Courier du Brésil, que identificava como um jornal ministerial, e à colônia francesa, que considerava contrária à ideologia liberal. Trazia como epígrafe o artigo nº 179 da Constituição do Império, que segundo Marcello Basile expressava um dos principais apelos da oposição liberal no Primeiro Reinado: "Todos podem comunicar os seus pensamentos por palavras, escritos, e publicá-los pela imprensa, sem dependência de censura, contanto que hajam de responder pelos abusos, que cometerem no exercício deste Direito, nos casos e pela forma que a Lei determinar". A partir de 1930 adotou o lema "União e Olho Bem Vivo', como um alerta contra o governo e seus apoiadores.
Segundo Luiz Martins da Silva, "esse jornal desempenhou importante papel na divulgação do saber político e no esclarecimento de certas questões constitucionais". Para Moisés Frutuoso, "o Astréa, O Bahiano e O Repúblico foram publicações que tiveram um importante papel na divulgação dos projetos políticos liberais, num ambiente de efervescentes debates em torno da construção do Estado Imperial. As ideias veiculadas por estes periódicos provocavam movimentos de ação e reação que não se restringiam apenas às localidades em que eram publicados".